# Ayina
Ayina är ett vattendrag längs Gabons gräns mot Kamerun och Kongo-Brazzaville, som tillsammans med Djoua bildar Ivindo.